# Liu Biao
Liu Biao（142 — août 208) est un lointain cousin de Liu Bei. Puissant ministre de l'empereur Han et roi d'un grand royaume, il vainquit Sun Jian et préserva son territoire, qui fut néanmoins pris par Cao Cao, quelques années après sa mort. Il tua Sun Jian grâce à une ruse conçue par Kuai Liang.